# Michael Fisher (duchowny katolicki)
Michael William Fisher (ur. 3 marca 1958 w Baltimore, Maryland) – amerykański duchowny katolicki, biskup pomocniczy waszyngtoński w latach 2018–2020, biskup diecezjalny Buffalo od 2021.

## Życiorys
Święcenia kapłańskie otrzymał w dniu 23 czerwca 1990 i został inkardynowany do archidiecezji waszyngtońskiej. Przez kilkanaście lat pracował jako duszpasterz parafialny. W 2005 mianowany wikariuszem generalnym archidiecezji, a rok później został przeniesiony na stanowisko wikariusza biskupiego ds. duchowieństwa.
8 czerwca 2018 papież Franciszek mianował go biskupem pomocniczym Waszyngtonu ze stolicą tytularną Truentum. Sakry udzielił mu 29 czerwca 2018 ówczesny metropolita waszyngtoński – kardynał Donald Wuerl.
1 grudnia 2020 papież Franciszek przeniósł go na urząd biskupa diecezjalnego Buffalo. Ingres do katedry świętego Józefa w Buffalo odbył 15 stycznia 2021.